# Пьеса для пишущей машинки с оркестром

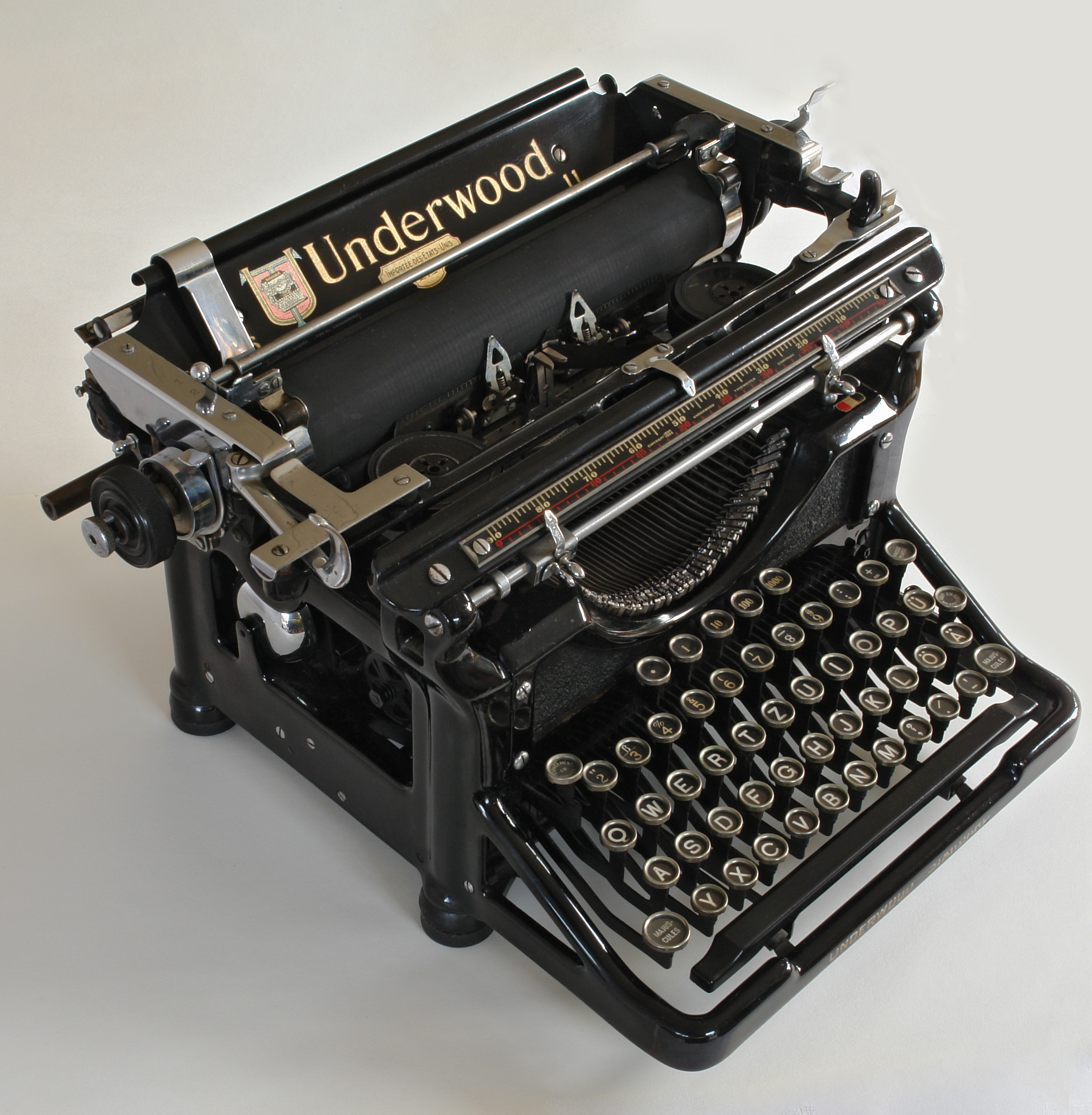
Пишущая машинка

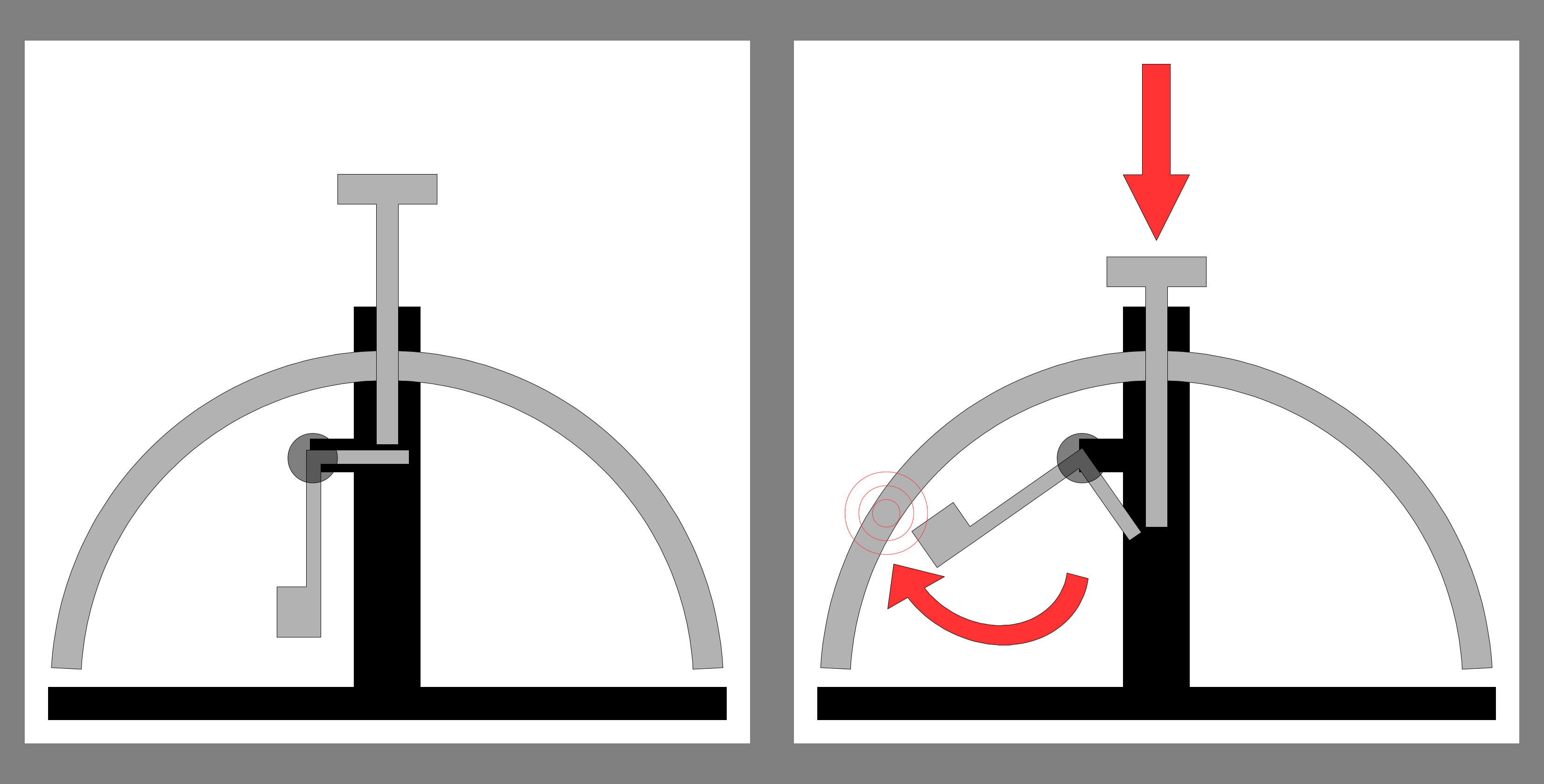
Схема принципа работы настольного звонка

«Пьеса для пишущей машинки с оркестром» или кратко «Пьеса для пишущей машинки» (англ. The Typewriter, «Пишущая машинка») — музыкальная шутка американского композитора и дирижёра Лероя Андерсона, написанная 9 октября 1950 года и впервые исполненная и записанная 8 сентября 1953 года в Нью-Йорке.
Андерсон изначально написал мелодию для симфонического оркестра, Уильям Цинн (William Zinn) и Флойд Верле (Floyd Werle) выполнили аранжировки для струнного и духового оркестров соответственно.
С точки зрения музыкальной теории пишущая машинка применяется в пьесе как перкуссия, и соответствующая партия обычно исполняется музыкантом-перкуссионистом или реже дирижёром.
Композиция использует три основных звука пишущей машинки — звук удара клавиши-рычажка о каретку, звонок о возврате каретки и звук возврата каретки.
Для исполнения пишущая машинка модифицируется — для предотвращения залипания клавиш и рычажков рабочими оставляют только две клавиши. Звонок возврата каретки имитируется настольным звонком: многие машинки не имеют такого звонка в принципе, а в машинках, имеющих звонок, он срабатывает только в определённых положениях каретки.
По собственному замечанию композитора, подтверждённому мнением иных музыкантов, партия на пишущей машинке сложна для исполнения из-за высокой скорости печати: даже стенографисты не способны воспроизвести её, и только барабанщики имеют необходимую гибкость запястий.

## Культурное влияние
Один из вариантов русского названия композиции «Соло на пишущей машинке» был использован Владимиром Шахиджаняном для его одноимённого самоучителя слепого метода печати (1990) и впоследствии тренажёра клавиатуры «Соло на клавиатуре» и Сергеем Довлатовым для его записных книжек «Соло на ундервуде» (1980) и «Соло на IBM» (1990).